# Нилов, Олег Анатольевич
Оле́г Анато́льевич Ни́лов (род. 8 мая 1962 года, Калининградская область, РСФСР, СССР) — депутат Государственной Думы Федерального Собрания Российской Федерации VI, VII и VIII  созывов, первый заместитель руководителя фракции Социалистической политической партии Справедливая Россия — За правду в Государственной Думе VI, VII и VIII созывов, член Бюро Президиума Центрального совета Политической партии Справедливая Россия — За Правду, председатель регионального отделения партии в Санкт-Петербурге, руководитель фракции «Справедливая Россия» в Законодательном собрании Санкт-Петербурга (2007—2011). Первый заместитель председателя Комитета Государственной думы по аграрным вопросам. Основатель и Председатель оргкомитета Международного фестиваля народной песни «Добровидение». Заместитель председателя комиссии Государственной Думы по вопросам контроля за достоверностью сведений о доходах, об имуществе и обязательствах имущественного характера, представляемых депутатами Государственной Думы, и мандатным вопросам.
Из-за вторжения России на Украину, находится под международными санкциями Евросоюза, США, Великобритании и ряда других стран

## Биография
В 1985 году, окончив Ленинградский институт авиационного приборостроения (ныне — ГУАП), начал работать на Ленинградском Северном заводе, где прошёл путь от мастера до начальника цеха.
В 1989—1991 годах — первый секретарь комитета комсомола Приморского района Ленинграда. В 1990 году выступил одним из организаторов Союза ветеранов войны в Афганистане «Афганвет».
В 1997 году избран депутатом Законодательного собрания Санкт-Петербурга первого созыва.
В 1998 году избран депутатом Законодательного собрания Санкт-Петербурга второго созыва. Являлся координатором блока «Петербургские районы», фракции «Трехсотлетие города». По опросам исследовательской компании «Гэллап Санкт-Петербург», в период работы во втором созыве Законодательного собрания постоянно входил в первую сотню самых влиятельных петербуржцев.
В 1999 году окончил Северо-Западную академию государственной службы по специальности «Государственное и муниципальное управление».
В 2001 году избран президентом Федерации фигурного катания на коньках Санкт-Петербурга, в 2002 году — вице-президентом Федерации фигурного катания на коньках России. Тогда же инициировал создание первой в мире Академии фигурного катания на коньках, построенной в Приморском районе.
С 2002 года — доцент кафедры экономики и менеджмента в туризме и гостиничном хозяйстве Санкт-Петербургского государственного инженерно-экономического университета. Действительный член Национальной академии туризма.
В декабре 2002 года избран депутатом Законодательного собрания Санкт-Петербурга третьего созыва от Российской партии жизни. Возглавлял Комиссию по вопросам молодежи, спорта и туризма, был членом постоянной Комиссии по социальным вопросам. Являлся координатором фракции «Партия Жизни».
В июне 2005 года избран председателем Совета Санкт-Петербургского регионального отделения Российской партии жизни.
В 2005 году окончил факультет международных отношений Санкт-Петербургского государственного университета.
В декабре 2006 года стал председателем Совета регионального отделения политической партии «Справедливая Россия: Родина / Пенсионеры / Жизнь». Член Президиума Центрального совета партии.
В марте 2007 года избран депутатом Законодательного собрания Санкт-Петербурга четвёртого созыва. Член постоянной комиссии по вопросам правопорядка и законности. Руководитель фракции «Справедливая Россия».
В 2011 году избран депутатом Государственной Думы Федерального Собрания Российской Федерации VI созыва и депутатом Законодательного Собрания Санкт-Петербурга V созыва. От мандата депутата Законодательного Собрания отказался.
В 2012 году окончил Санкт-Петербургскую Юридическую Академию по специальности «Юриспруденция».
В 2013 году избран Заместителем руководителя фракции «Справедливая Россия» в Государственной Думе Федерального Собрания Российской Федерации VI созыва.
На парламентских выборах 2016 года возглавил список партии «Справедливая Россия» по Санкт-Петербургу
В 2016 году избран депутатом Государственной Думы Федерального Собрания Российской Федерации VII созыва. Является заместителем руководителя фракции «Справедливая Россия» в Государственной Думе и первым заместителем председателя комитета по контролю и регламенту.
В апреле 2019 года с целью защиты окружающей среды, внес законопроект в Государственную Думу обязывающий торговые сети и магазины принимать стеклянные и пластиковые бутылки.
Выступает за введение прогрессивной шкалы подоходного налога.
На выборах в Законодательное собрание Санкт-Петербурга 2021 годы был избран от регионального отделения партии «Справедливая Россия — За Правду», однако отказался от должности депутата ЗАКСа, так как прошёл на выборах в Государственную Думу VIII созыва.

## Инциденты
В феврале 2022 года предложил привлечь главного редактора «Медиазоны» Сергея Смирнова к ответственности за твит о строгом преподавательском подходе тренера российских фигуристов Этери Тутберидзе и ретвит тега #позорТутберидзе, который стал популярным на фоне допинг-скандала с российской фигуристкой Камилой Валиевой. Журналист посчитал нужным оказать медикаментозную помощь депутату.
В декабре 2022 года в ходе благотворительной акции «Ёлка желаний» в Госдуме, чьи участники должны сорвать с ёлки открытку с пожеланием ребёнка к Новому году и постараться его исполнить, «пошутил» на тему российского вторжения на Украину. На видео, которые публикуют СМИ, Нилов говорит: «Мальчик Вова из Киева мечтает о ракетах. Вова, ты получишь ракеты, жди. Это шутка, конечно, такая». После его слов председатель комитета Госдумы по молодёжной политике Артем Метелев закрыл лицо рукой.
В апреле 2023 года Нилов предложил ввести «военный налог» с физических лиц в размере 2—3 % на нужды российской армии, которая воюет против Украины.

## Санкции
23 февраля 2022 года внесён в санкционные списки стран Евросоюза за действия и политику, которые подрывают территориальную целостность, суверенитет и независимость Украины и ещё больше дестабилизируют Украину.
24 февраля 2022 года включён в санкционный список Канады «близких соратников режима» за голосование о признании независимости «так называемых республик в Донецке и Луганске».
24 марта 2022 года, на фоне вторжения России на Украину, включён в санкционный список США за «соучастие в войне Путина» и «поддержку усилий Кремля по вторжению в Украину», Госдеп США заявил что депутаты Госдумы используют свои полномочия для преследования инакомыслящих и политических оппонентов, нарушают свободу информации, ограничивают права человека и основные свободы граждан России.
Позднее, по аналогичным основаниям, включён в санкционные списки Великобритании, Швейцарии, Австралии, Украины, Японии и Новой Зеландии.

## Семья
Женат, есть сын. Младшая дочь Яна в возрасте 17 лет погибла в 2011 году, покончив с собой.

## Награды
- Орден Дружбы (Россия) (20 февраля 2020 года)
- Почётная грамота Президента Российской Федерации (11 апреля 2014 года) — за достигнутые трудовые успехи, значительный вклад в социально-экономическое развитие Российской Федерации, заслуги в гуманитарной сфере, укреплении законности и правопорядка, активную законотворческую и общественную деятельность, многолетнюю добросовестную работу[26][27]
- Почётная грамота правительства Российской Федерации (20 июля 2019 года) — за большой вклад в развитие российского парламентаризма и активную законотворческую деятельность[28]
- Памятный знак «МПА СНГ 25 лет» (13 октября 2017 года) — за содействие в деятельности Межпарламентской Ассамблеи и её органов[29].